# انیگو اگواراس
انیگو اگواراس (انگلیسی: Íñigo Eguaras؛ زادهٔ ۷ مارس ۱۹۹۲) بازیکن فوتبال اهل اسپانیا است.
از باشگاه‌هایی که در آن بازی کرده‌است می‌توان به باشگاه فوتبال رئال ساراگوسا، باشگاه فوتبال میراندس، باشگاه فوتبال آلمریا، باشگاه فوتبال سابادل، و باشگاه فوتبال اتلتیک بیلبائو بی اشاره کرد.